# Vorstoßvariante (Französische Verteidigung)
|   | a | b | c | d | e | f | g | h |   |
| 8 |   |   |   |   |   |   |   |   | 8 |
| 7 |   |   |   |   |   |   |   |   | 7 |
| 6 |   |   |   |   |   |   |   |   | 6 |
| 5 |   |   |   |   |   |   |   |   | 5 |
| 4 |   |   |   |   |   |   |   |   | 4 |
| 3 |   |   |   |   |   |   |   |   | 3 |
| 2 |   |   |   |   |   |   |   |   | 2 |
| 1 |   |   |   |   |   |   |   |   | 1 |
|   | a | b | c | d | e | f | g | h |   |

Diagramm 1: Die Französische Vorstoßvariante nach 3. e4–e5
Die Vorstoßvariante in der Französischen Verteidigung ist eine Eröffnungsvariante im Schachspiel. Sie ist in der Eröffnungssystematik der ECO-Codes unter dem Schlüssel C02 klassifiziert.
Die Vorstoßvariante entsteht nach den Zügen:
1. e2–e4 e7–e6 2. d2–d4 d7–d5 3. e4–e5

## Geschichte
Die Vorstoßvariante wurde erstmals Anfang des 17. Jahrhunderts vom italienischen Schachmeister Gioacchino Greco in dessen Partiensammlung erwähnt. Greco spielte 1620 selbst – gegen einen unbekannten bzw. nicht genannten Gegner – die Vorstoßvariante und gewann nach nur 18 Zügen in einem Mattangriff. Das Partieende ist typisch für Greco, der damals noch heute gültige taktische Motive des Königsangriffs demonstriert hat: Unter Qualitätsopfer erwirkt Greco eine entscheidende Attacke auf die schwarze Königsstellung.
Mitte des 19. Jahrhunderts wurde die Vorstoßvariante vom deutschen Schachmeister Louis Paulsen in die Turnierpraxis eingeführt, gegen Ende des 19. Jahrhunderts bediente sich der damalige Schachweltmeister Wilhelm Steinitz ihrer in mehreren Partien. Zu Anfang des 20. Jahrhunderts entwickelte Aaron Nimzowitsch die Vorstoßvariante weiter und gliederte sie in seine Konzepte der Bauernkette, Zentralisierung und Überdeckung ein.
In der aktuellen Turnierpraxis ist der sofortige Vorstoß des weißen Königbauern seltener anzutreffen als die moderne Hauptfortsetzung 3. Sb1–c3, die als anspruchsvoller gilt. In der aktuellen Weltspitze spielt beispielsweise der lettische Großmeister Alexei Schirow vergleichsweise häufig die Vorstoßvariante.

## Eröffnungsideen
|   | a | b | c | d | e | f | g | h |   |
| 8 |   |   |   |   |   |   |   |   | 8 |
| 7 |   |   |   |   |   |   |   |   | 7 |
| 6 |   |   |   |   |   |   |   |   | 6 |
| 5 |   |   |   |   |   |   |   |   | 5 |
| 4 |   |   |   |   |   |   |   |   | 4 |
| 3 |   |   |   |   |   |   |   |   | 3 |
| 2 |   |   |   |   |   |   |   |   | 2 |
| 1 |   |   |   |   |   |   |   |   | 1 |
|   | a | b | c | d | e | f | g | h |   |

Diagramm 2: Damenverlust nach 9. Ld3–b5+
Weiß schließt mit 3. e4–e5 sofort das Zentrum, verwehrt dem schwarzen Königsspringer den Zugang zum Feld f6 und verfügt dadurch über einen gewissen Raumvorteil. Der Plan des Schwarzen besteht prinzipiell in zwei Strategien, um sich zu befreien: Im Vorstoß c7–c5, der die Basis der weißen Zentralstellung angreift, und dem Zug f7–f6, um den Bauern auf e5 direkt zu befragen. Nach Nimzowitsch ist der Angriff auf das „Fundament“ der weißen Zentralstellung (Bauer d4) letzterem vorzuziehen, da nach einem etwaigen Tausch auf e5 mit f6xe5, der Weiße mit d4xe5 zurückschlagen und dadurch seinen einschnürenden Bauern auf e5 behalten wird.
Nach 3. … c7–c5 hat Nimzowitsch den nach ihm benannten Nimzowitsch-Angriff, 4. Dd1–g4, in der Praxis erprobt. Auf 4. … c5xd4 opfert Weiß vorläufig einen Bauern und überdeckt mit 5. Sg1–f3 zunächst seinen Vorposten auf e5, den er in der Folge gegebenenfalls mit Lc1–f4 und – nach der kurzen Rochade – mit Tf1–e1 weiter unterstützt. Die Dame auf g4 setzt den schwarzen Königsflügel unter Druck (Bauer g7) und nutzt den Umstand aus, nicht mit Sg8–f6 vertrieben werden zu können.

## Eröffnungsfalle
Eine bekannte Eröffnungsfalle ergibt sich nach 3. … c7–c5 4. c2–c3, der heutzutage häufigsten Fortsetzung. Schwarz verstärkt mit 4. … Dd8–b6 5. Sg1–f3 Sb8–c6 seinen Druck auf den Bauern d4. Bei 4. … Sb8–c6 wäre das von Wiktar Kuprejtschyk gern gespielte 5. Lc1–e3 möglich. Weiß setzt mit 6. Lf1–d3 fort und verliert scheinbar einen Bauern, da nun die Dame auf d1 das Feld d4 nicht mehr kontrolliert. Sollte Schwarz sich aber auf d4 bedienen: 6. … c5xd4 7. c3xd4 Sc6xd4?? 8. Sf3xd4 Db6xd4??, so verliert er nach dem Schachgebot 9. Ld3–b5+ seine Dame (siehe Diagramm 2). Statt des fehlerhaften Sc6xd4 ist 7. … Lc8–d7 der notwendige Zug, wonach ein mögliches Schachgebot auf b5 unterbunden wird und somit der Bauernverlust auf d4 tatsächlich droht. 8. Sb1–c3 Sc6xd4 9. Sf3xd4 Db6xd4 10. 0–0 ist ein Bauernopfer von Philip Stuart Milner-Barry, um kein Tempo durch Läuferrückzug zu verlieren oder sich nach 8. Ld3–c2 Sc6–b4 nicht den guten Läufer abtauschen lassen zu müssen.
Deshalb sind 6. Lf1–e2 und vor allem 6. a2–a3 gebräuchlicher. Die Idee von 6. a2–a3 liegt in dem Bauernvorstoß b2–b4, was Raum am Damenflügel gewinnt und Schwarz zur Klärung zwingt. 6. … c5–c4 will die einzige Schwachstelle von 6. a2–a3 ausnützen, nämlich die Schwächung des Feldes b3. Mit einem weißen Bauern auf a2 könnte Weiß immer sehr gut b3 spielen und mit dem a-Bauern zurücknehmen, wonach das Bauernduo b3–c3 entsteht. Schwarz versucht also, Weiß auf die entstandene weißfeldrige Schwäche am Damenflügel festzuschrauben und setzt diesen positionellen „Angriff“ mit Sc6–a5 und Lc8–d7 fort. 7. Lf1–e2 Lc8–d7 8. 0–0 Sc6–a5 9. Sb1–d2 Sg8–e7 10. Tf1–e1 zeigt die Schwerblütigkeit dieser Hauptvariante auf. Raumgreifender ist der Aufbau 7. g2–g3 mit der Absicht h2–h4 und Lf1–h3.
Die Verhinderung von b2–b4 nach 6. a2–a3 durch 6. … a7–a5 macht das Bauernopfer 7. Lf1–d3 c5xd4 8. c3xd4 Lc8–d7 9. Sb1–c3 Sc6xd4 10. Sf3xd4 Db6xd4 11. 0–0 etwas sinnvoller, da das Feld b5 dauerhaft geschwächt wurde.